# Lőcsei kalendárium
A lőcsei kalendárium a 18. századtól kiadott naptár, mely a naptári részen kívül rövid krónikát, kisebb történeteket és jövendöléseket is tartalmazott. A Brenwer-féle nyomdában készült, az elsőket Fröhlich Dávid lőcsei matematikaprofesszor állította össze. A mindenki által ismert ócska anekdotákra volt szokás mondani, hogy „ez még a lőcsei kalendáriumból való”.